# Tajemství (film, 2006)
Tajemství (v anglickém originálu The Secret) je australsko-americký pseudovědecký dokumentární film z roku 2006. Film se skládá ze série rozhovorů, jejichž cílem je demonstrovat tzv. Nové myšlení, které říká, že vše, co člověk chce nebo potřebuje, může být uspokojeno věřením ve výsledek, opakovaným přemýšlením o něm a udržováním pozitivních emočních stavů. To vše má „přilákat“ požadovaný výsledek.
Film a následné vydání stejnojmenné knihy vzbudily zájem mediálních osobností jako jsou Oprah Winfreyová, Ellen DeGeneresová a Larry King. Získal také velkou kontroverzi a kritiku za svá tvrzení a byl parodován v televizních pořadech.

## Přehled
Tajemství používá dokumentární formát k představení konceptu s názvem „zákon přitažlivosti“. Jak je popsáno ve filmu, hypotéza „Zákon přitažlivosti“ předpokládá, že pocity a myšlenky mohou přitahovat události, pocity a zkušenosti, od fungování vesmíru až po interakce mezi jednotlivci v jejich fyzických, emocionálních a profesionálních záležitostech. Film také naznačuje, že lidé v silných pozicích mají silnou tendenci tento ústřední princip před veřejností skrýt.

## Učitelé zákona přitažlivosti
Film zahrnuje rozhovory s jednotlivci, kteří se označují za profesionály a autory v oblasti kvantové fyziky, psychologie, metafyziky, koučování, teologie, filozofie, financí, feng-šuej, medicíny a osobního rozvoje, kterým se říká „tajní učitelé“. Někteří z nich na svých webových stránkách propagují film a jeho vztah k němu. V několika krátkých vystoupení osoby nemluví při rozhovorech přímo o „zákonu přitažlivosti“, takže jeho vliv předpokládají diváci.
Lidé, kteří se na zákon přitažlivosti zaměřují jsou ve filmu vyzpovídáni a později byli představeni v prominentních amerických televizních pořadech, jsou to John Assaraf, Michael Beckwith, John Demartini, Bob Proctor, Jack Canfield, James Arthur Ray, Joseph Vitale, Lisa Nicholsová, Marie Diamondová, John Gray a Bob Doyle. Mezi další účastníky filmu, kteří hovořili o své silné víře v zákon přitažlivosti, patří Esther Hicksová a Jerry Hicks (pouze původní vydání), Mike Dooley, David Schirmer a Marci Shimoff. Jiní dotazovaní ve filmu, kteří vyjadřují velmi podobné názory bez použití výrazu „zákon přitažlivosti“, zahrnují Leea Browera (člena představenstva WorldVuer), Hale Dwoskinovou, Boba Doyleho, Cathy Goodmanovou, Morrise E. Goodmana, Johna Hagelina, Billa Harrise, Bena Johnsona, Loral Langemeierovou, Denise Waitleye, Nealea Donalda Walsche, Johna Graye a Freda Alana Wolfa. Autoři bestselleru NY Times, The Passion Test, Janet Bray Attwoodová a Chris Attwood, nejsou ve filmu uváděni, ale uspořádali 36 z 52 rozhovorů pro tento film. Attwoodovi jsou zahrnuti do titulků na konci filmu.